# Domark Software
Domark Software is een Brits computerspellenontwikkelaar. De naam van het bedrijf ontstond door de namen van de oprichters te combineren: Dominic Wheatley and Mark Stracha. Het bedrijf ontwikkeld en gaf diverse computerspellen uit in de jaren tachtig voor de homecomputer. Het eerste computerspel was Eureka! dat in 1984 uitkwam. Het was een avonturenspel gemaakt door Ian Livingstone. Het spel kreeg bekendheid vanwege zijn de prijs van £25,000 voor de eerste persoon die het spel zou oplossen. In 1995 ging het bedrijf met Eidos Technologies, Simis en Big Red Games op in de Eidos Interactive groep. Eidos Interactive werd later opgekocht door U.S. Gold. In 1988 kocht Simis zichzelf uit de groep en ging verder onder de naam Kuju Entertainment.

## Computerspellen
- 007: Licence to Kill
- 3D Construction Kit
- 3D Construction Kit II
- A View to a Kill
- Absolute Zero
- A.P.B.
- AV-8B Harrier Assault
- Badlands
- Battle Frenzy
- Big 10 Simulation-Action
- Big Red Racing
- Bob's Full House
- Castle Master
- Castle Master 2: The Crypt
- Championship Manager
- Championship Manager 2
- Championship Manager 93/94
- Confirmed Kill
- Curse of Dragor
- Cyberball
- Desert Strike: Return to the Gulf
- Dragon Spirit: The New Legend
- Escape from the Planet of the Robot Monsters
- Eureka!
- European Football Champ
- F1
- Formula One World Championship Edition
- Flight Sim Toolkit
- Flying Nightmares
- Friday the 13th
- Hard Drivin'
- Hard Drivin' II
- Hydra
- International Rugby Challenge
- James Bond: The Duel
- James Bond: The Living Daylights
- James Bond: Live and Let Die
- Kawasaki Superbike Challenge
- Klax
- Lords of Midnight
- Marko
- Marko's Magic Football
- MIG-29 Fulcrum
- The Music System
- The Orion Conspiracy
- Out of the Sun
- Pictionary
- Pit-Fighter
- Prince of Persia
- R.B.I. Baseball 2
- Race Drivin'
- Rampart
- Rugby: The World Cup
- Shadowlands
- Skull & Crossbones
- Spitting Image
- Split Personalities
- The Spy Who Loved Me
- Star Wars
- Star Wars: Return of the Jedi
- Star Wars: The Empire Strikes Back
- Super-VGA Harrier
- Taito's Super Space Invaders
- Toobin'
- Total Eclipse
- Total Mayhem / Total Mania
- Trivial Pursuit
- Trivial Pursuit 2: A New Beginning
- Vindicators
- Warbirds (alleen beta)
- Wheels of Fire
- Xybots